# UX del Taure
UX del Taure (UX Tauri) és un sistema estel·lar que s'hi troba a la [[constel·lació] del Taure]] a uns 450 anys llum de distància del sistema solar. Està compost per tres joves estrelles T Tauri, l'edat de les quals s'estima en només un milió d'anys. La component principal del sistema, UX Tauri A, té tipus espectral G5V:e, UX Tauri B és de tipus M2e, i la més tènue del sistema, UX Tauri C, és de tipus M5. Aquesta última és un objecte de baixa massa prop del límit d'ignició de l'hidrogen. Catalogada com a estel variable, la seva lluentor varia entre magnitud aparent +10,6 en el màxim i +13,7 en el mínim.
UX del Taure A és un estel similar al Sol, encara que molt més jove, envoltat per un disc protoplanetari. En aquest disc s'ha detectat un espai buit que s'estén des de 0,2 a 56 ua de l'estel, la qual cosa equival, en el nostre sistema solar, a aproximadament a l'espai que existeix entre Mercuri i Plutó. Hom pensa que la formació d'un o diversos planetes pot ser responsable de l'existència d'aquest buit. L'espai buit està envoltat, en tots dos extrems, per dos gruixuts discos de pols, la qual cosa el diferencia d'altres discos circumestel·lars, on l'estel central té molt poc o gens de pols a la seu al voltant. El disc exterior, situat més enllà de 56 ua, conté silicats cristal·lins.